# Jure Zrimšek
Jure Zrimšek (né le 20 janvier 1982) est un coureur cycliste slovène.

## Biographie
Jure Zrimšek devient professionnel en 2001 lorsqu'il entreprend sa première saison avec l'Équipe cycliste KRKA-Telekom Slovenije qui devient l'année suivante Perutnina Ptuj-KRKA Telecom.
En 2002, il remporte le championnat d'Europe de la course aux points espoirs. En 2005, il rejoint à l'équipe Acqua e Sapone où il reste pendant deux ans. En 2007, il retourne en Slovénie avec l'équipe Adria Mobil. En 2010, il se joint à l'équipe cycliste Sava.

## Palmarès
- 2001
  - 2e du GP Krka
- 2002
  -  Champion d'Europe de course aux points espoirs
  - 2e étape de l'Olympia's Tour
  -  Médaillé de bronze du championnat d'Europe du contre-la-montre espoirs
- 2003
  - 1re étape du Tour de Slovénie
  -  Médaillé d'argent du championnat d'Europe du contre-la-montre espoirs
  - 3e de la Ruota d'Oro
- 2004
  - Jadranska Magistrala :
    - Classement général
    - 1re étape

  - 2e du Trofeo Banca Popolare Piva
  - 3e du GP Krka
- 2005
  - 3e du Grand Prix Rudy Dhaenens
- 2007
  - Memorijal Nevio Valčić
  - Prologue du Tour de Croatie
- 2008
  - 3e du championnat de Slovénie du contre-la-montre
- 2010
  - Banja Luka-Belgrade I
  - Po Ulicah Ajdovščine
  - 2e du GP Steiermark
- 2011
  - Grand Prix Šenčur
  - 3e du Poreč Trophy

## Classements mondiaux
| Année           | 2005 | 2006 | 2007 | 2008  | 2009 | 2010 | 2011 |
| --------------- | ---- | ---- | ---- | ----- | ---- | ---- | ---- |
| UCI Europe Tour | 505e |      | 474e | 1217e |      | 329e | 542e |